# Gmina Sukth
Gmina Sukth (alb. Bashkia Sukth) – gmina miejska położona w środkowej części Albanii. Administracyjnie należy do okręgu Durrës w obwodzie Durrës. W 2011 roku populacja gminy wynosiła 15 966, 7967 kobiet oraz 7999 mężczyzn, z czego Albańczycy stanowili 86,57% mieszkańców. Siedziba gminy znajduje się we wsi Sukth.
W skład gminy wchodzi sześć miejscowości: Hamallaj, Kullë, Perlat, Sukth, Vadardhë, Rrushkull.